# Kgakge
Kgakge, também conhecida como Makakung, é uma vila localizada no Distrito do Noroeste em Botswana. Possuía, em 2011, uma população estimada de 279 habitantes.